# اصطياد كا
اصطياد كا Kaa's Hunting هي قصة قصيرة كتبها روديارد كبلينج عام 1893 وتظهر فيها شخصية ماوكلي. وتقع القصة زمنيًا بين النصف الأول والثاني من قصة "إخوة ماوكلي"، وهي القصة الثانية في كتاب الأدغال (1894) حيث تصاحبها قصيدة "أغنية الطريق لخشب البندر".